# Masicera alacris
Masicera alacris là một loài ruồi trong họ Tachinidae.